# غونزالو فيلار
غونزالو فيلار (بالإسبانية: Gonzalo Villar)‏ هو شاعر تشيلي، ولد في 1968 في فينيا ديل مار في تشيلي.